# Phongsiri Ngoennu
Phongsiri Ngoennu (thailändisch พงศ์สิริ เงินหนู, * 3. Januar 2002 in Kra Buri) ist ein thailändischer Fußballspieler.

## Karriere
Phongsiri Ngoennu erlernte das Fußballspielen in der Jugendmannschaft des Ranong United FC. Hier unterschrieb er Ende Juli 2022 auch seinen ersten Profivertrag. Der Verein aus Ranong spielt in der zweiten thailändischen Liga, der Thai League 2. Sein Zweitligadebüt gab Phongsiri Ngoennu am 8. Oktober 2022 (8. Spieltag) im Auswärtsspiel gegen den Suphanburi FC. Hier wurde er in der 89. Minute für Chanchon Jomkoh eingewechselt. Suphanburi gewann das Spiel durch zwei Tore des Japaners Seiya Kojima mit 2:0. Als Tabellenvorletzter musste er mit dem Verein aus Ranong am Ende der Saison 2022/23 in die dritte Liga absteigen.